# Keetia multiflora
Keetia multiflora là một loài thực vật có hoa trong họ Thiến thảo. Loài này được (Schumach. & Thonn.) Bridson mô tả khoa học đầu tiên năm 1986.